# Жук Адам Купріянович
Адам Купріянович Жук (нар. 20 жовтня 1924, Ботвинівка — пом. 22 лютого 2005, Київ) — український мистецтвознавець і педагог, кандидат мистецтвознавства з 1964 року; член Спілки радянських художників України з 1974 року та Спілка майстрів народного мистецтва України з 1991 року.

## Біографія
Народився 20 жовтня 1924 року у селі Ботвинівці (нині Уманський район Черкаської області, Україна). 1955 року закінчив Львівський інститут прикладного та декоративного мистецтва. Дипломна робота — килим ворсовий (керівник Л. А. Березіна, оцінка — добре).
Упродовж 1956—1958 років працював художником шовкоткацької фабрики у місті Ленінабаді (нині Худжанд, Таджикистан). У 1958—1986 роках — старший науковий співробітник відділу образотворчого мистецтва в Інституті мистецтвознавства, фольклористики та етнології Академії наук УРСР у Києві. Член КПРС з 1968 року. У 1991—1999 роках викладав у Київському художньо-промисловому технікумі.
Жив у Києві, в будинку на вулиці Празькій, № 3, квартира № 7. Помер у Києві 22 лютого 2005 року.

## Праці
- брошура «Традиції килимарства на Україні» (1982);

монографії
- «Українські народні килими (XVII—XX ст.)» (1966);
- «Український радянський килим» (1973);
- «Сучасні українські художні тканини» (1985);

статті
- «Тканини» // «Історія українського мистецтва» (Київ, 1968, том 6);
- «Визначний осередок народних художніх промислів» // «Образотворче мистецтво», 1976, № 1;
- «Творчі пошуки художників вибивних тканин на Україні» // «Мистецтво і сучасність» (Київ, 1980);
- «Гобелен» // «Декоративно-прикладное искусство Украинской ССР» (Москва, 1982);
- «Образ Тараса Шевченка в народному декоративному мистецтві» // «Народна творчість та етнографія», 1983, № 2;
- «Регіональні художньо-стильові особливості українського килима» // «Художні промисли: теорія і практика» (Київ, 1985);
- «Немеркнучі гобелени Литовченків» // «Вечірній Київ», 1997, 22 лютого.

Автор низки статей в Енциклопедії сучасної України.